# Raivis Dzintars
Raivis Dzintars (* 25. listopadu 1982, Riga) je lotyšský novinář a pravicový politik, zakladatel a první předseda nacionalistické strany Visu Latvijai!, poslanec lotyšského parlamentu Saeima v 10.– 14. volebním období.

## Biografie
Narodil se roku 1982 v Rize v tehdejší Lotyšské sovětské socialistické republice, která byla součástí Sovětského svazu. V roce 2001 odmaturoval na 77. střední škole v Rize a nastoupil k vysokoškolskému studiu na Katedru politologie na Fakultě sociální věd na Latvijas Universitāte v Rize. Na podzim 2004 se stal novinářem v novinách Latvijas Avīze.

### Politická kariéra

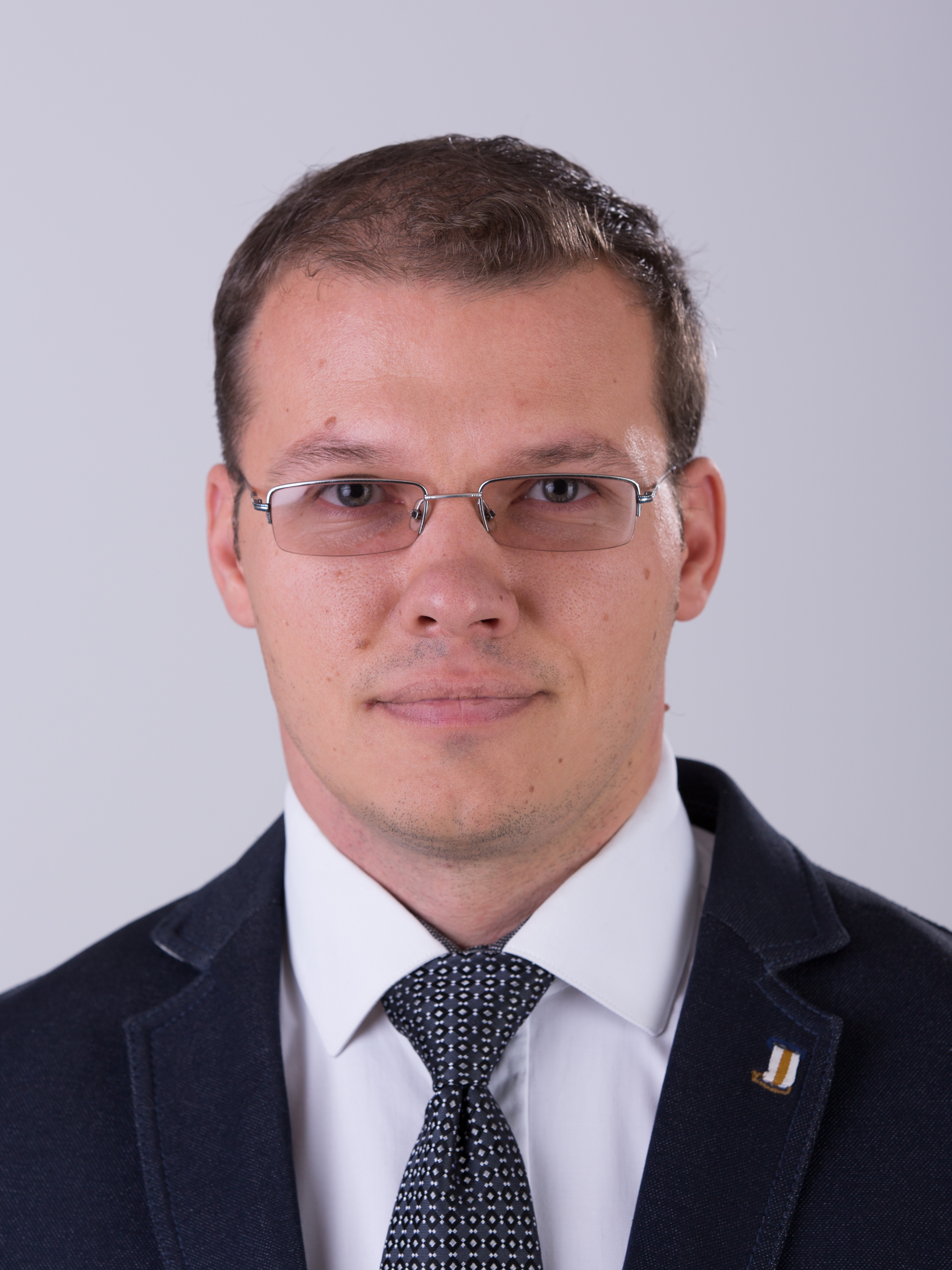
Raivis Dzintars v roce 2014

Ještě v době středoškolských studií založil v srpnu 2000 národně orientovaný spolek mládeže s názvem Visu Latvijai! Dne 14. ledna 2006 se tento spolek oficiálně transformoval v politickou stranu, přičemž Dzintars byl zvolen jejím prvním předsedou, a z tohoto důvodu opustil svou žurnalistickou práci. V parlamentních volbách 2010 kandidovala strana Visu Latvijai! ve společné koalici se stranou Tēvzemei un Brīvībai/LNNK. Celkem získaly 7.84 % odevzdaných hlasů a Dzintars se stal poslancem 10. lotyšského parlamentu Saeima (2010–2011) za volební obvod Vidzeme. V roce 2011 se obě tyto koaliční strany spojily v subjekt s poměrně dlouhým názvem Nacionālā apvienība „Visu Latvijai!“ – Tēvzemei un Brīvībai/LNNK“, a Dzintars se stal jedním ze dvou spolupředsedů strany, druhým byl Roberts Zīle. V předčasných parlamentních volbách 2011 byl kandidátem Nacionālā apvienība na post premiéra. Strana tehdy získala 13,9 % hlasů a 14 poslaneckých mandátů. Dzintars se stal poslancem 11. Saeimy (2011–2014) za volební obvod Vidzeme. V parlamentních volbách 2014 získala Nacionālā apvienība 16,61 % hlasů a Dzintars se stal poslancem 12. Saeimy (2014–2018) za volební obvod Vidzeme. V parlamentních volbách 2018 kandidoval za Nacionālā apvienība ve volebním obvodu Vidzeme a stal se poslancem, stejně jako v roce 2022, kdy získal nejvíc preferenčních hlasů ve své straně (9 736).

## Soukromý život
Je ženatý, se svou ženou Martou Dzintare mají dva syny.
Je členem lotyšského studentského spolku Vendia.

## Literární dílo
- Pozitīvais nacionālisms, 2009. (česky Pozitivní nacionalismus)
- Ceturtā atmoda, 2010.[5] (česky Čtvrté obrození)